# 스페인 독감
스페인 독감(스페인어: gripe española, 영어: Spanish flu) 또는 1918년 인플루엔자 범유행(스페인어: Pandemia de gripe de 1918, 영어: 1918 flu pandemic)은 1918년에 발생했던 인플루엔자 바이러스이다. 20세기에 들어서서 가장 크게 유행하고 치명률이 높았던 전염병이다.

## 이름의 유래
미국 캔자스에서 발병했으며, 제1차 세계 대전 연합국은 이를 ‘스페인 독감’으로 불렀다. 전시에는 적국에 이로운 상황이 알려지지 않도록 전시검열을 했다. 그러나 스페인은 제1차 세계 대전의 참전국이 아니었기 때문에 언론에서 이 사태가 깊이 있게 다뤄졌다고 한다.

## 범유행
스페인 독감의 시작에 대해서는 여러 가지 가설이 전하고 있다.
- 영국 : 1918년 프랑스 북부 도시 에타플(Étaples)에 있었던 영국군 임시 병원에서 발생하였다는 가설이다. 이 병원에서 10만명의 군인들이 치료되었다. 영국군은 식량 공급을 위해 근처 마을의 돼지와 닭을 정기적으로 가져왔다. 조류에서 발생한 독감 바이러스가 돼지로 이동하여 발생했다고 가정했다.

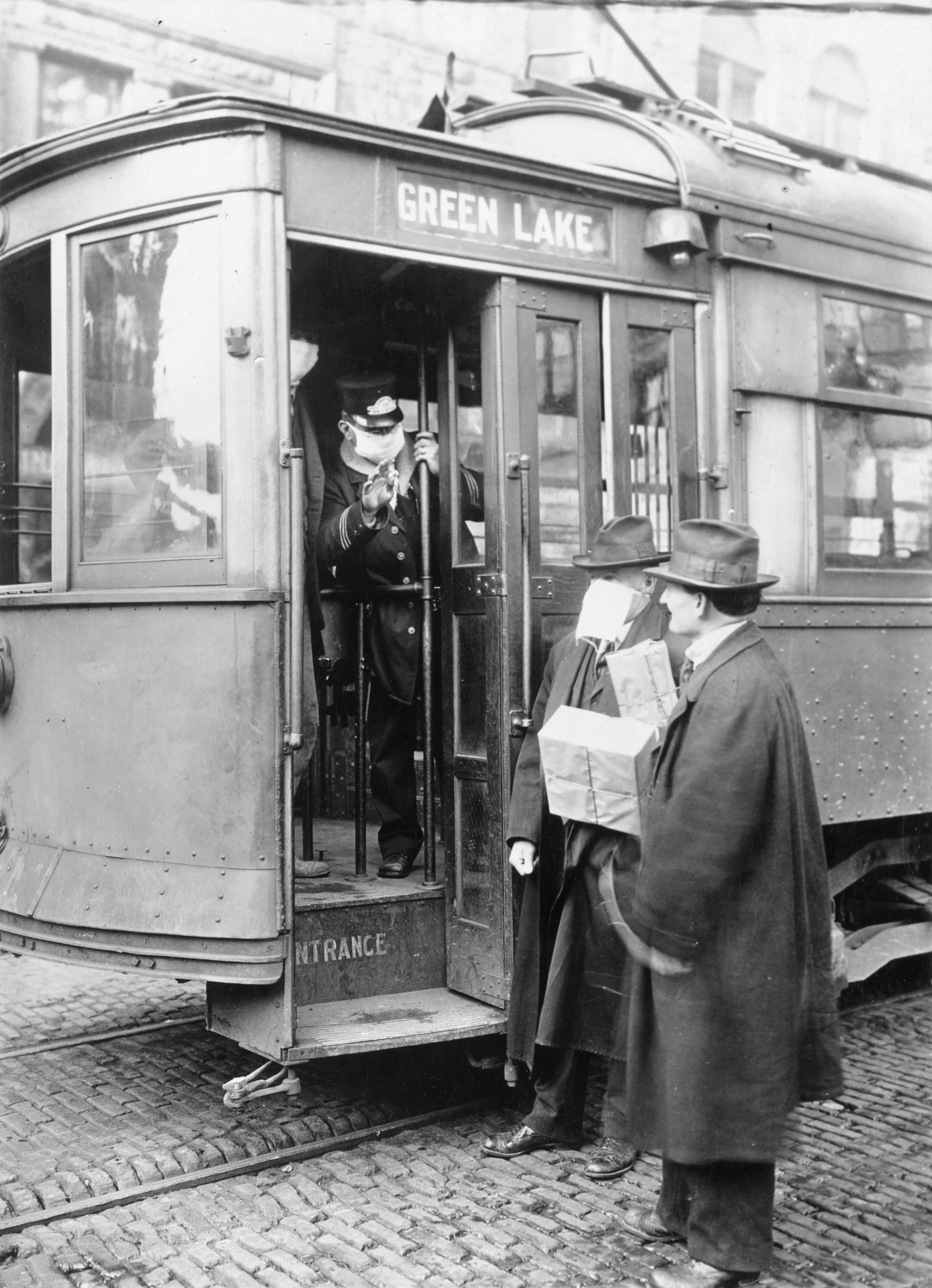
1918년 시애틀의 전차 모습. 마스크를 쓰지 않은 승객은 탑승이 거부되었다.

- 미국 : 2000년 역사학자 알프레드 크로스비는 캔자스에서 독감이 시작되었다고 주장하였다.[1] 유명한 저자이며 역사학자인 존 베리도 2004년 기사에 캔자스주에서 독감이 시작되었다고 주장하기도 하였다.[2] 연구에 따라 1915년에 처음 발생했다는 주장도 있다. 미국의 캔자스가 발원지라는 주장은 당시 사망자 숫자에서 캔자스가 차지하는 비중이 매우 적기 때문에 신빙성이 떨어진다란 주장도 있다.[3]
- 중국 : 1917년 11월에 중국 북부를 강타한 호흡기 질환이 있었다. 1년 후 중국 당국에 의해 스페인 독감과 동일한 것으로 확인되었다. 세계 1차 대전 중 9만 6천명의 중국 노동자들이 영국과 프랑스 전선에서 일을 했었다. 이것이 스페인 독감의 펜데믹 원인이 되었다는 주장이다. 하지만 군벌 시대였던 중국과 관련된 자료가 적기 때문에 분쟁의 여지가 있다. 2016년 중국의학협회 저널에 발표된 보고서에 따르면 스페인 독감 바이러스가 중국과 동남아시아 출신 병사들과 노동자들을 통해 유럽으로 유입되었다는 증거는 발견되지 않았으며, 팬데믹 이전에 유럽에서 이 바이러스의 순환에 대한 증거를 발견했다고 밝혔다. 이 연구는 중국 및 동남아시아 출신 노동자들 사이에서 발견된 낮은 독감 사망률(1,000명 가운데 1명)은 치명적인 스페인 독감이 이들로부터 전파되지 않았음을 의미한다.[4]

### 1차 유행
인플루엔자 바이러스 A(H1N1)에 의한 스페인 독감은 1918년 봄의 1차 유행과 가을~겨울에 걸친 2차 유행으로 크게 구분된다.

### 2차 유행: 고병원성으로 발전

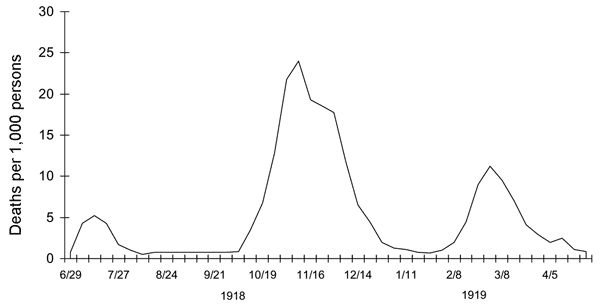
1918년 감염병과 일반 감염병 간의 인플루엔자 사망자 연령 분포: 1911년 ~ 1917년(점선)과 1918년(실선) 대유행 기간 동안 미국의 각 연령대에서 100,000명당 사망자 수

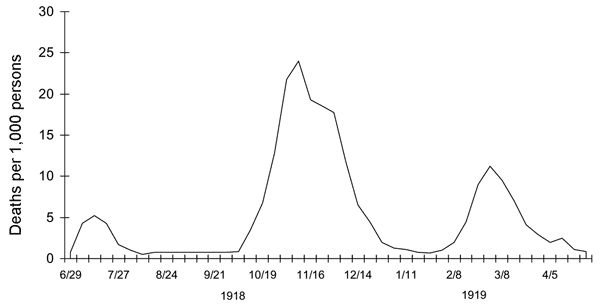
1918년 6월부터 1919년 4월 사이에 영국에서 집계된 독감 및 폐렴으로 인한 사망자 수 그래프에 표시된 3개의 물결

1918년 8월 프랑스의 브레스트(Brest), 시에라리온의 프리타운(Freetown), 미국의 메사추세츠주 보스턴(Boston)에서 독성이 더욱 강해진 스페인 독감이 출현했다. 이 2차 유행은 인류 역사에 대재앙으로 기록되어 있는데, 이는 이 유행 시기에 세계적으로 적게는 2천만명, 많게는 8천만명 정도가 독감으로 사망한 것으로 보는 것에 기인한다. 세계보건기구는 당시 세계인구 16억 명의 약 1/30에 해당하는 4~5천만 명이 독감으로 사망한 것으로 기록하고 있다. 당시 피해가 가장 컸던 지역은 1천만 명이 사망한 인도를 포함한 아시아 국가들이었다. 1918년 유행 당시 특이한 점은 젊은 인구의 높은 사망률로 전체 사망자의 대부분이 65세 이하였으며, 특히 20~45세가 전체 사망자의 60%를 차지하였다.

### 피해가 덜했던 지역

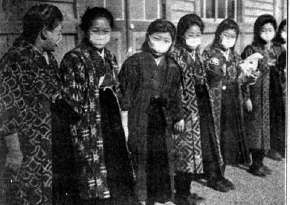
1919년 일본 도쿄의 모습

스페인 독감의 세계 평균 사망률은 3~5%였지만, 동아시아 3국의 사망률은 모두 2% 미만이었다.
- 조선: 1918년 당시에 일본의 식민지로 있던 한국에서는 무오년 독감(戊午年 毒感) 또는 서반아 감기(西班牙 感氣)라고 불렸다. 1918년 조선총독부 통계에 따르면, 한국 인구 1,678만 3,510명 가운데 약 16.3%인 742만 2,113명이 스페인 독감 환자가 되었고 중 13만 9,128 명이 사망했다. 사망률은 전체 인구 수 대비 0.83%이다.[6]
- 중국: 정확한 공식 통계는 없지만, 1918년 중국의 사망률은 1% 미만이었다. 예를 들어, 당시 상하이의 인구는 2백만이 넘었는데 사망자는 266명에 불과했다.
- 일본: 1919년 통계에 따르면 일본의 사망자는 25만명이었다. 이는 사망률이 0.4%에 불과하다. 이 당시 일본은 여행을 엄격하게 제한했다.

### 결과
전세계 인구의 약 1~3%가 죽었으며, 일부는 걸린 지 2~3일 만에 사망에 이르는 경우도 있었다. 1918년과 1919년 사이에 약 1,700만~5,000만 명이 희생된 것으로 알려졌다.

## 영향
제1차 세계 대전에서 죽은 사람이 1,500만 명 정도였는데 비해, 스페인 독감으로 1,700만~5,000만 명의 사람이 목숨을 잃었다. 제1차 세계 대전은 서둘러 매듭지어졌고, 평화 조약이 체결되었다. 이 일을 계기로 독감 예방 접종 문화가 시작되었다.

## 증상
감기에 걸린 듯한 증상을 보이다가 폐렴으로 발전하는가 싶더니 환자의 피부에서 산소가 빠져나가면서 검은빛으로 변해 죽어가는 병이다.

## 진화
- 2005년 스페인 독감 바이러스가 인플루엔자 A, H1N1형으로 밝혀졌다.[7]
- 2009년 6월 발병하여 유행하여 WHO가 팬데믹을 선언한 신종플루가 바로 인플루엔자 A, H1N1형이다.[8]

## 같이 보기
- 범유행병
- 인플루엔자 범유행